# Torre Oblíqua em Rijeka

A "Torre Oblíqua" está localizada frente à entrada principal a Igreja da Ascensão de Maria Imaculada.

Torre Oblíqua (em croata:  Kosi toranj) — é uma torre construída pelos venezianos em Rijeka, na Croácia, que é datada de 1377. A torre se inclinou com o tempo. Os moradores de Rijeka, deram-lhe o nome de "Torre Oblíqua". Hoje, esta torre é o campanário da Igreja da Ascensão de Maria Imaculada, em Rijeka na Croácia. A torre está localizada frente à entrada principal a esta igreja, mas é uma construção de outro estilo e de outro tempo.

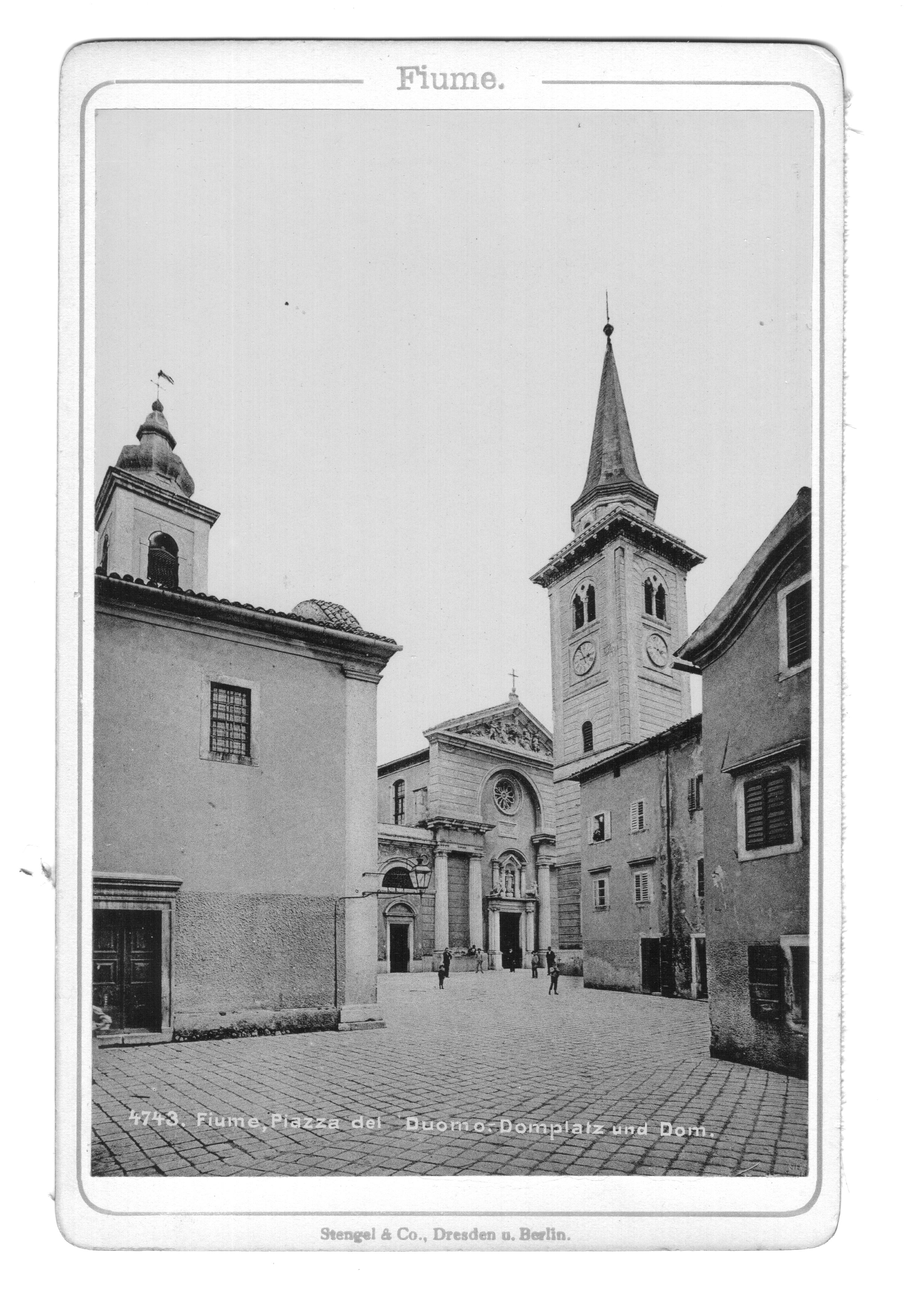
Ainda no início do século XX, "Torre Oblíqua" tinha uma cúpula de espetado.

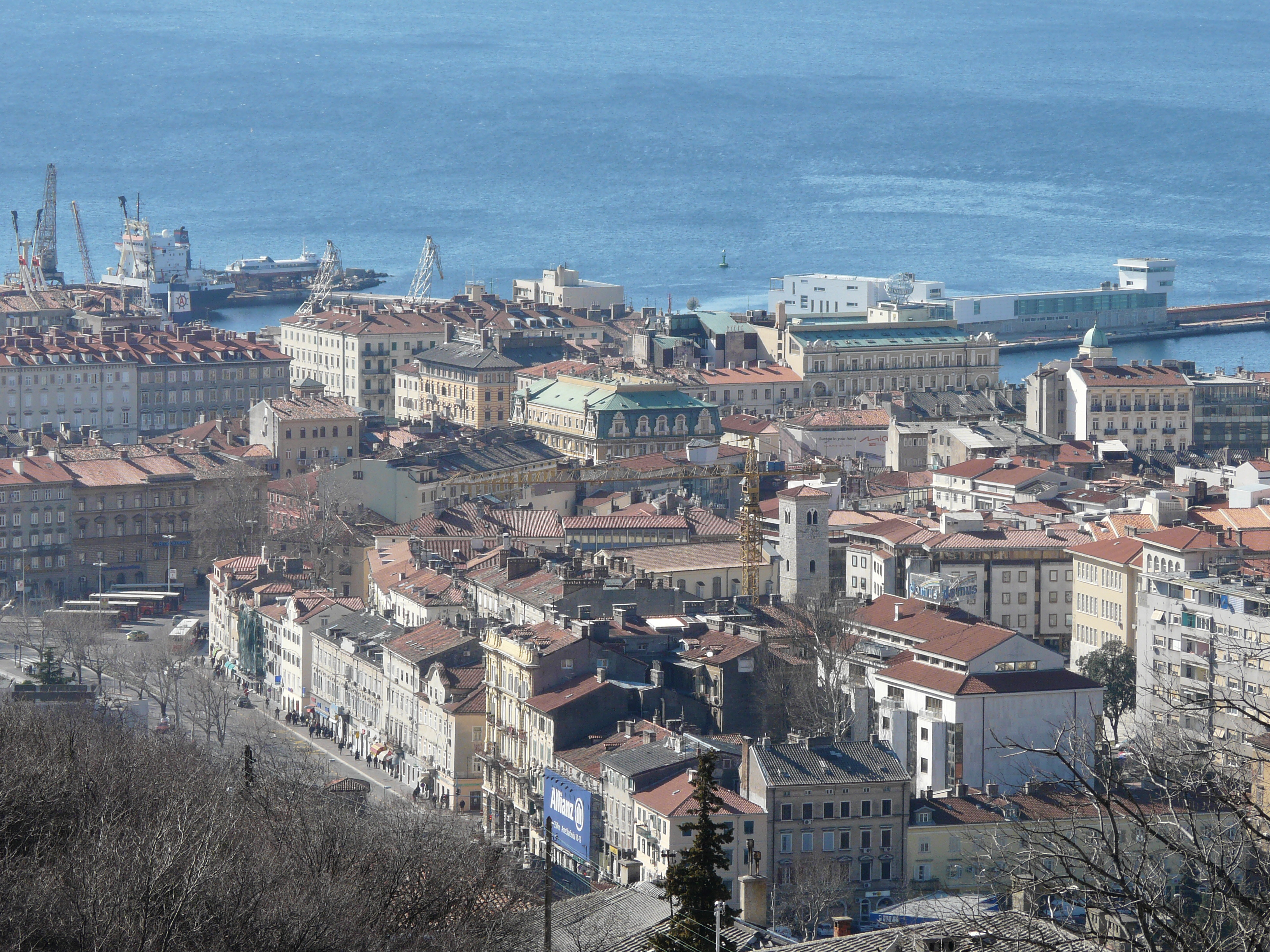
A "Torre Oblíqua" entre os telhados da cidade.

Torre Oblíqua.

Torre Oblíqua.

## História
Rijeka pertenceu ao Império Romano com o nome de Tarsatica, durante o século I no lugar onde hoje se assenta a torre estavam as termas romanas.
A estrutura da antiga térmica durou até o século IV, em seguida, o novo estrutura térmica construída nesse lugar.
Nos V e VI séculos de nossa era, parte do complexo termal foi destinada ao culto cristão.
Esta Torre-campanário foi construído neste lugar em 1377.
Em 1808, na véspera da ocupação francesa, o Município de Rijeka decidiu substituir a antiga torres torres de igrejas e construa novas. Mas em 1826, torre-campanário (Torre Oblíqua) e a fachada da Igreja da Ascensão de Maria Imaculada (Italianos e Croatas nomes: Chiesa di Santa Maria Assunta, Chisa del Duomo, Crkva Marijina uznesenja) restaurado pelo arquiteto Adam Olf e e por fundos do lado de Nicole Agostina Lenca e cidadãos. Também kommersant Andrij Ljudevit Adamić (1766-1828) contribuiu para a reconstrução da torre-campanário.
Em 1876, a torre do sino foi оштукатурена e está decorada em estilo histórico, de acordo com o projeto Filbert Bazarig.
Em 1928, Torre Oblíqua foi novamente restaurado, graças aos esforços de Riccarda Gigantea, ele foi o diretor do museu Municipal de Rijeka naqueles anos, e ele tornou-se prefeito de Rijeka e senador no futuro. Então Torre Oblíqua recebeu a aparência romano, que tem hoje em dia.
Ainda na primeira metade do século XX, a torre conservava uma cúpula a qual já não existe e tampouco foi restaurada por causa da inclinação da torre.